# 山下氏勝
山下 氏勝（やました うじかつ、1568年 - 1653年）は、江戸時代初期の尾張藩士・幕府役人。幼名に萬壽丸、半三郎。信濃守・豊後守・大和守を名乗る。

## 人物
永禄11年（1568年）4月6日、飛騨国大野郡白川郷の荻町城において山下時慶の子として生まれる。始めは血族でもある内ヶ島氏理に仕えたが、天正大地震で内ヶ島氏は滅亡、その後豊臣秀吉に仕え、小田原の役においては先鋒を務め、文禄・慶長の役も名護屋まで随行した。のち徳川家康に仕え、近江国蒲生郡において所領を安堵された。1602年（慶長7年）、徳川家康により徳川義直の傳役に取り立てられる。氏勝の妻は、義直の実母である相応院の妹にあたり、その縁で重用されたとされる。1607年（慶長12年）に、徳川家康に清洲越しを進言した。